# Bundesagentur für Arbeit

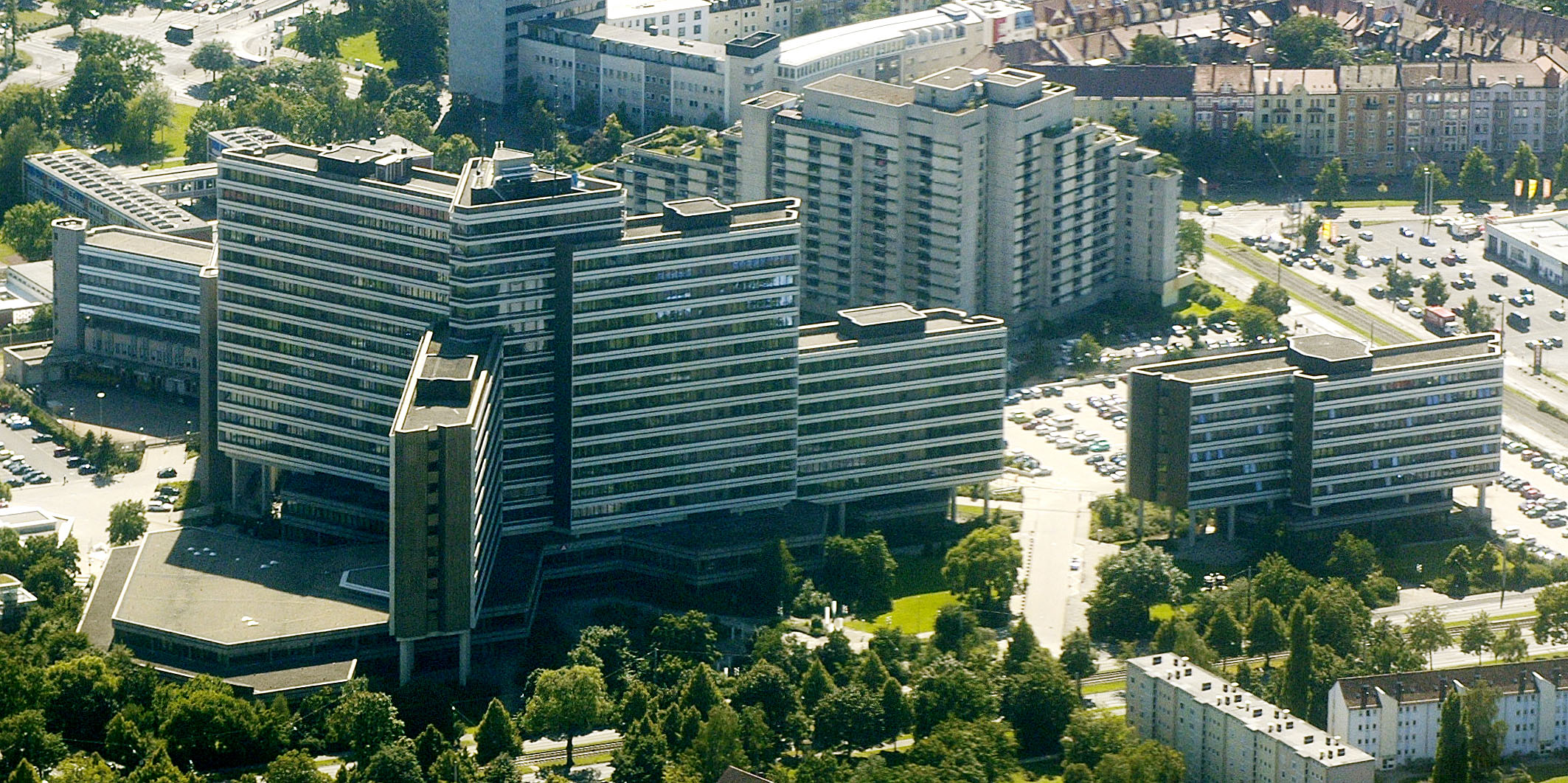
Das Verwaltungszentrum der BA in Nürnberg – Sitz der Zentrale, des IT-Systemhauses und des Service-Hauses

Die Bundesagentur für Arbeit (kurz BA aber auch AA oder Agentur für Arbeit; ehemals Bundesanstalt für Arbeit – BA ; umgangssprachlich auch Arbeitsamt oder Arbeitsagentur genannt) mit Sitz in Nürnberg (§ 367 Abs. 4 SGB III) erbringt als Bundesagentur Leistungen für den Arbeitsmarkt, insbesondere die Arbeitsvermittlung sowie die Arbeitsförderung, und regelt als Verwaltungsträgerin der deutschen Arbeitslosenversicherung die finanziellen Entgeltersatzleistungen, z. B. das Arbeitslosengeld. Die BA ist eine bundesunmittelbare Körperschaft des öffentlichen Rechts mit Selbstverwaltung, die der Rechtsaufsicht durch das Bundesministerium für Arbeit und Soziales unterliegt (§ 393 Abs. 1 SGB III). In einigen wenigen Bereichen hat das Ministerium darüber hinaus ein Weisungsrecht und führt die Fachaufsicht, z. B. bei der Arbeitslosenstatistik (§ 283 Abs. 2 SGB III) und der Ausländerbeschäftigung (§ 288 Abs. 2 SGB III).
Als besondere Dienststellen der Bundesagentur für Arbeit sind die sogenannten Familienkassen für die Durchführung des steuerlichen Familienleistungsausgleichs (z. B. Kindergeld) und für die Berechnung und die Auszahlung des Kinderzuschlags nach § 6a nach dem BKGG zuständig.
Die Bundesagentur für Arbeit ist mit etwa 113.000 (Stand 2023) Beschäftigten (davon arbeiten 42.900 in den gemeinsamen Einrichtungen – den Jobcentern – und 5.200 in der Familienkasse) eine der größten Behörden in Deutschland und einer der größten Arbeitgeber des Bundes. Für die Arbeitnehmerinnen und Arbeitnehmer gilt ein eigenständiger Tarifvertrag.
Ihr Saldo beträgt 2023 voraussichtlich 1,7 Milliarden Euro. Dabei wird für das Jahr 2023 erstmals wieder mit einem leichten Überschuss gerechnet.
Die Dienststellen der BA auf regionaler Ebene werden als Regionaldirektionen bezeichnet, auf lokaler Ebene als Agenturen für Arbeit.

## Aufgaben und Zuständigkeiten
Die Aufgaben der BA sind u. a. im Dritten Buch Sozialgesetzbuch (SGB III) festgelegt. Hauptaufgaben sind:
- Arbeitsvermittlung
- Arbeitsmarktberatung
- Berufsberatung (für Jugendliche und Erwachsene) in Berufsinformationszentren: Beraten lassen können sich Schüler, Auszubildende, Studierende sowie Absolventen von Hochschulen, außerdem alle, die erstmals eine Berufsausbildung anstreben oder sich beruflich neu orientieren wollen.[6] Im Jahr 2020 führte die Bundesagentur für Arbeit (BA) eine „Berufsberatung im Erwerbsleben“ ein. Die Berufsberatung im Erwerbsleben (BBiE) soll die Antwort der BA auf den Strukturwandel und die veränderten Rahmenbedingungen am Arbeits- und Bildungsmarkt sein. Die BBiE solle die berufliche Orientierung und Beratung von Erwerbspersonen intensivieren. Ziel der Beratung sei es, Erwerbspersonen über ihre gesamte Bildungs- und Erwerbsbiographie mit beruflicher Beratung und Orientierung zu begleiten und bei einer eigenständigen, tragfähigen Berufswegplanung und -entscheidung zu unterstützen.[7]
- Arbeitsmarktbeobachtung (z. B. Herausgabe des monatlichen Stellenindex BA-X)
- Arbeitsmarkt- und Berufsforschung
- BERUFENET ist ein Informationsportal der BA rund um das Thema Berufe in Deutschland. Darin finden sich ausführliche Informationen zu allen anerkannten Ausbildungsberufen und deren Fachrichtungen sowie zu schulischen Ausbildungen, Studienfächern sowie Fort- bzw. Weiterbildungen (Aufstiegsfortbildungen). Das Netzwerk der Berufe zeigt aktuelle Anforderungen, Voraussetzungen, Chancen der Existenzgründung sowie zahlreiche berufliche Alternativen auf.[8] Anerkannte Abschlüsse und Tätigkeiten lassen sich in einem Verzeichnis der Tätigkeitsschlüssel der Bundesagentur für Arbeit finden.[9] Diese im BERUFENET-Verzeichnis eingetragenen Tätigkeiten bzw. Berufsbilder sind in der Regel durch die BA förderungsfähig.[10]

Auf Unterstützung durch die Agentur für Arbeit haben auch Personen Anspruch, die keine Leistungen aus Alg-I oder Alg-II beziehen. Diese sogenannten Nichtleistungsempfänger werden von der BA in drei Gruppen zugeordnet:
1. Arbeitslose Nichtleistungsempfänger erfüllen bezüglich ihrer derzeitigen Wochenstundenzahl, aktiven Arbeitssuche usw. dieselben Voraussetzungen wie Arbeitslose mit Leistungsanspruch.
2. Arbeitssuchende Nichtleistungsempfänger suchen eine (neue) Arbeitsstelle, sind aber nicht arbeitslos gemeldet.
3. Ratsuchende Nichtleistungsempfänger nehmen keine Vermittlung in Anspruch.

Je nach Status ergeben sich verschiedene Rechte und Pflichten. Der DGB hob 2014 hervor, dass Nichtleistungsempfänger im Vergleich zu Leistungsempfängern oft nachrangig gefördert werden.

### Zahlung von Entgeltersatzleistungen
- Arbeitslosengeld bei Arbeitslosigkeit
- Arbeitslosengeld bei Weiterbildung (bis 31. Dezember 2004 Unterhaltsgeld)
- Insolvenzgeld
- Kurzarbeitergeld
- Saison-Kurzarbeitergeld
- Transferkurzarbeitergeld

### Leistungen der aktiven Arbeitsförderung
- Eignungsfeststellung (§ 32 SGB III[12])
- Eingliederungszuschuss (§ 88–92 SGB III[13])
- Förderung der beruflichen Weiterbildung
- Gründungszuschuss für Existenzgründer
- Leistungen zur Eingliederung von Selbstständigen
- Lohnkostenzuschuss
- Personal-Service-Agenturen
- Strukturanpassungsmaßnahmen
- Vermittlungsbudget (früher: Unterstützung der Beratung und Vermittlung z. B. durch Reisekosten zu Vorstellungsgesprächen oder Bewerbungskosten)

### Förderung der Berufsausbildung
- Berufsvorbereitende Bildungsmaßnahmen (BvB)
- Ausbildungsbegleitende Hilfen (abH)
- Ausbildung in außerbetrieblichen Einrichtungen (BaE)
- Einstiegsqualifizierung (EQ)
- Berufsausbildungsbeihilfe (BAB)
- Förderung von Wohnheimen für Auszubildende
- Ausbildungsmanagement (AMA)
- Entscheidungstraining BEST

### Sonstige Aufgaben
- Durchführung des Arbeitnehmerüberlassungsgesetzes, z. B. Erteilung einer Erlaubnis zur gewerblichen Arbeitnehmerüberlassung
- Erteilung von Arbeitserlaubnissen (seit 1. Januar 2005 Bestandteil des Aufenthaltstitels, den die kommunale Ausländerbehörde ausstellt).
- Gleichstellung von Frauen und Männern auf dem Arbeitsmarkt
- Rehabilitationsleistungen
- Schwerbehindertenrecht

Ferner tritt die Bundesagentur für Arbeit im Ausland als Partner in der internationalen Arbeitsvermittlung und -verwaltung auf.

### SGB II

Logo der Jobcenter

Die Bundesagentur für Arbeit ist bei der Umsetzung des SGB II für die Leistungen zur Sicherung des Lebensunterhalts (Bürgergeld mit Ausnahme der Kosten der Unterkunft) sowie für die Leistungen zur Eingliederung in Arbeit (z. B. Beratung und Vermittlung, Qualifizierungen, Arbeitsgelegenheiten) verantwortlich, sofern die Aufgaben in einer gemeinsamen Einrichtung mit dem kommunalen Träger erfolgen. Sowohl die gemeinsamen Einrichtungen, als auch die sogenannten „zugelassenen Kommunalen Träger“ (Kommunalbehörden, die das SGB II ohne die BA umsetzen) tragen dabei den Namen Jobcenter.

## Innere Struktur

### Aufbau
Die Bundesagentur gliedert sich in eine Zentrale auf der oberen Verwaltungsebene, Regionaldirektionen auf der mittleren Verwaltungsebene und Agenturen für Arbeit auf der örtlichen Verwaltungsebene. Die Bundesagentur kann besondere Dienststellen errichten (§ 367 Abs. 2 SGB III).

#### Zentrale
Die Zentrale hat ihren Sitz in Nürnberg. Bis zum 31. Dezember 2003 lautete ihre Bezeichnung „Hauptstelle“. Dienststellenleiterin der Zentrale ist die Vorstandsvorsitzende (VV) der BA. Die Zentrale gliedert sich in neun sogenannte Geschäftsbereiche:
- Controlling und Finanzen (CF)
- Familienleistungen (FL)
- Förder- und Geldleistungen (FGL)
- Informationstechnologie (IT)
- Internationales (INT)
- Kundenprozesse Strategie- und Steuerungsunterstützung (KPS)
- Kundenprozesse Integration (KPI)
- Kundenprozesse Markt (KPM)
- Personal/Organisationsentwicklung (POE)

Über die Arbeit in der Zentrale wacht der Verwaltungsrat der BA.

##### Verwaltungsrat
Der Verwaltungsrat ist das zentrale Organ der Selbstverwaltung der Bundesagentur für Arbeit. Er besteht drittelparitätisch aus je sieben ehrenamtlichen Vertretern der Arbeitnehmer, der Arbeitgeber und der öffentlichen Körperschaften. Seine Hauptaufgaben sind:
- die Überwachung der Arbeit des hauptamtlichen Vorstands,[19]
- die Beratung des Vorstands in allen aktuellen Fragen des Arbeitsmarktes auf der Grundlage von Auskünften und Berichten des Vorstands, Berichten der Internen Revision, Prüfungsergebnissen der Prüfungsämter und des Bundesrechnungshofs sowie Feststellungen Sachverständiger[20],
- die Feststellung des jährlich vom Vorstand aufgestellten Haushaltsplanes der BA, entscheidet über die Grundsätze zur Verteilung der Mittel und genehmigt über- und außerplanmäßige Ausgaben,
- die Genehmigung des jährlichen Geschäftsberichts, den der Vorstand dem Bundesministerium für Arbeit und Soziales vorlegt,
- schlägt der Bundesregierung die Ernennung und die Entlassung der/des Vorstandsvorsitzenden und der übrigen Mitglieder des Vorstands der Bundesagentur für Arbeit vor.

Zusätzliche Aufgaben sind:
- das Einholen von Stellungnahmen des Vorstands zu Prüfberichten und Beschwerden,
- die Feststellung, dass ein Mitglied des Verwaltungsrats seine Amtspflicht grob verletzt hat,
- die Herausgabe von Empfehlungen zu den Aufgaben und der Aufgabenerledigung der Verwaltungsausschüsse.

Der Verwaltungsrat erlässt die Anordnungen nach dem SGB III und kann vom Vorstand die Vorlage von Anordnungsentwürfen verlangen.

###### Organisation der Selbstverwaltung
Die Selbstverwaltungsorgane wählen aus den Gruppen der Arbeitnehmer und Arbeitgeber jeweils für ein Jahr Vorsitzende und stellvertretende Vorsitzende, die unterschiedlichen Gruppen angehören müssen. Die Amtsdauer der Mitglieder der Selbstverwaltungsorgane beträgt sechs Jahre (§ 375 I Amtsdauer SGB III).
Die Vorsitzenden der Selbstverwaltungsorgane setzen die Tagesordnung fest und leiten die Sitzungen. Sie vertreten die Selbstverwaltungsorgane nach außen.
Die Sitzungen der Selbstverwaltungsorgane sind nicht öffentlich. Ihre Mitglieder dürfen Dritten ihr eigenes Abstimmungsverhalten und – soweit die Gruppe dies erklärt hat – das Abstimmungsverhalten ihrer Gruppe bekannt geben. Wird die Vertraulichkeit beschlossen, sind alle Beteiligten zum Stillschweigen verpflichtet.
Beschlüsse über die Ernennung oder Entlassung von Vorstandsmitgliedern bedürfen einer Mehrheit von zwei Dritteln der Mitglieder des Verwaltungsrats.
Vorsitzende des Verwaltungsrates: Anja Piel
Stellvertretende Vorsitzende: Christina Ramb
Der Verwaltungsrat besteht aus 21 Mitgliedern. Jede Gruppe kann bis zu fünf stellvertretende Mitglieder benennen. Für die Gruppe der öffentlichen Körperschaften können die Mitglieder des Verwaltungsrates, die auf Vorschlag der Bundesregierung, und die Mitglieder des Verwaltungsrates, die auf Vorschlag des Bundesrates in den Verwaltungsrat berufen worden sind, jeweils zwei stellvertretende Mitglieder und das Mitglied, das auf Vorschlag der kommunalen Spitzenverbände in den Verwaltungsrat berufen worden ist, ein stellvertretendes Mitglied benennen (§ 373 VI Verwaltungsrat SGB III).
Die Mitglieder der Selbstverwaltungsorgane üben ihre Tätigkeit ehrenamtlich aus. Sie dürfen in der Übernahme oder Ausübung des Ehrenamtes nicht behindert oder wegen der Übernahme oder Ausübung eines solchen Amtes nicht benachteiligt werden (§ 371 VI SGB III). Die Mitglieder der Selbstverwaltungsorgane unterliegen nicht den Weisungen der sie entsendenden Stellen (Art. 2 Satzung der Bundesagentur für Arbeit vom 20. Februar 2024 (BAnz AT 20.02.2024 B8)).

#### Regionaldirektionen

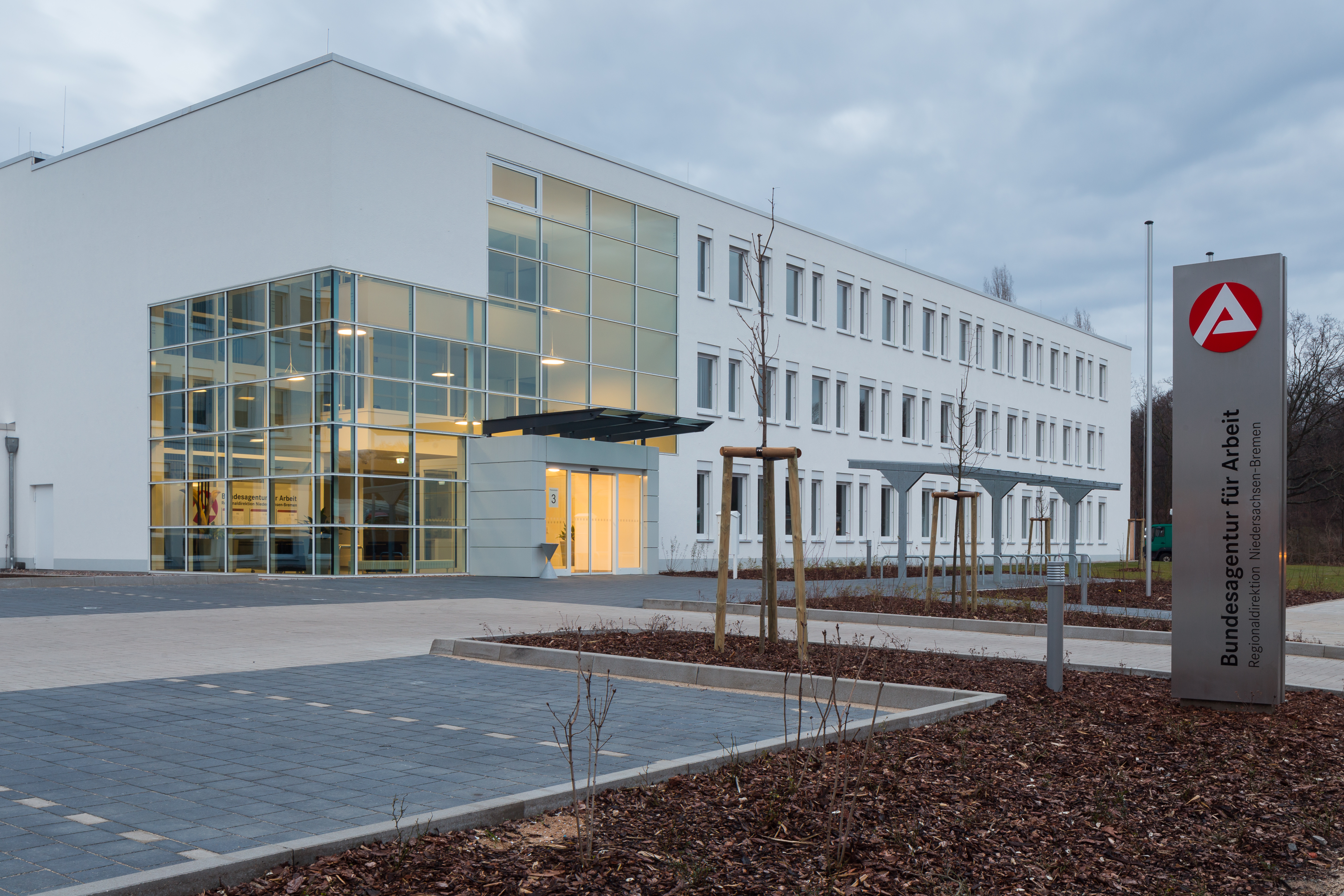
Regionaldirektion Niedersachsen-Bremen in Hannover

Auf regionaler Ebene üben die zehn Regionaldirektionen (früher: „Landesarbeitsämter“) die Fachaufsicht über die einzelnen Agenturen für Arbeit (lokale Ebene) aus. Die Regionaldirektionen tragen Verantwortung für den Erfolg der regionalen Arbeitsmarktpolitik. Zur Abstimmung der Leistungen der Arbeitsförderung mit der Arbeitsmarkt-, Struktur- und Wirtschaftspolitik der Länder arbeiten sie mit den Landesregierungen zusammen (§ 367 Abs. 3 SGB III). Die zehn Regionaldirektionen decken das Bundesgebiet wie folgt ab:
- Regionaldirektion Baden-Württemberg (in Stuttgart)
- Regionaldirektion Bayern (in Nürnberg)
- Regionaldirektion Berlin-Brandenburg (in Berlin)
- Regionaldirektion Hessen (in Frankfurt am Main)
- Regionaldirektion Niedersachsen-Bremen (in Hannover)
- Regionaldirektion Nordrhein-Westfalen (in Düsseldorf)
- Regionaldirektion Nord (Schleswig-Holstein, Hamburg, Mecklenburg-Vorpommern; in Kiel)
- Regionaldirektion Rheinland-Pfalz-Saarland (in Saarbrücken)
- Regionaldirektion Sachsen (in Chemnitz)
- Regionaldirektion Sachsen-Anhalt-Thüringen (in Halle (Saale))

Die Regionaldirektionen können mit Zustimmung der Zentrale durch Verwaltungsvereinbarung die Durchführung befristeter Arbeitsmarktprogramme der Länder übernehmen (§ 367 Abs. 4 SGB III).

#### Agenturen für Arbeit

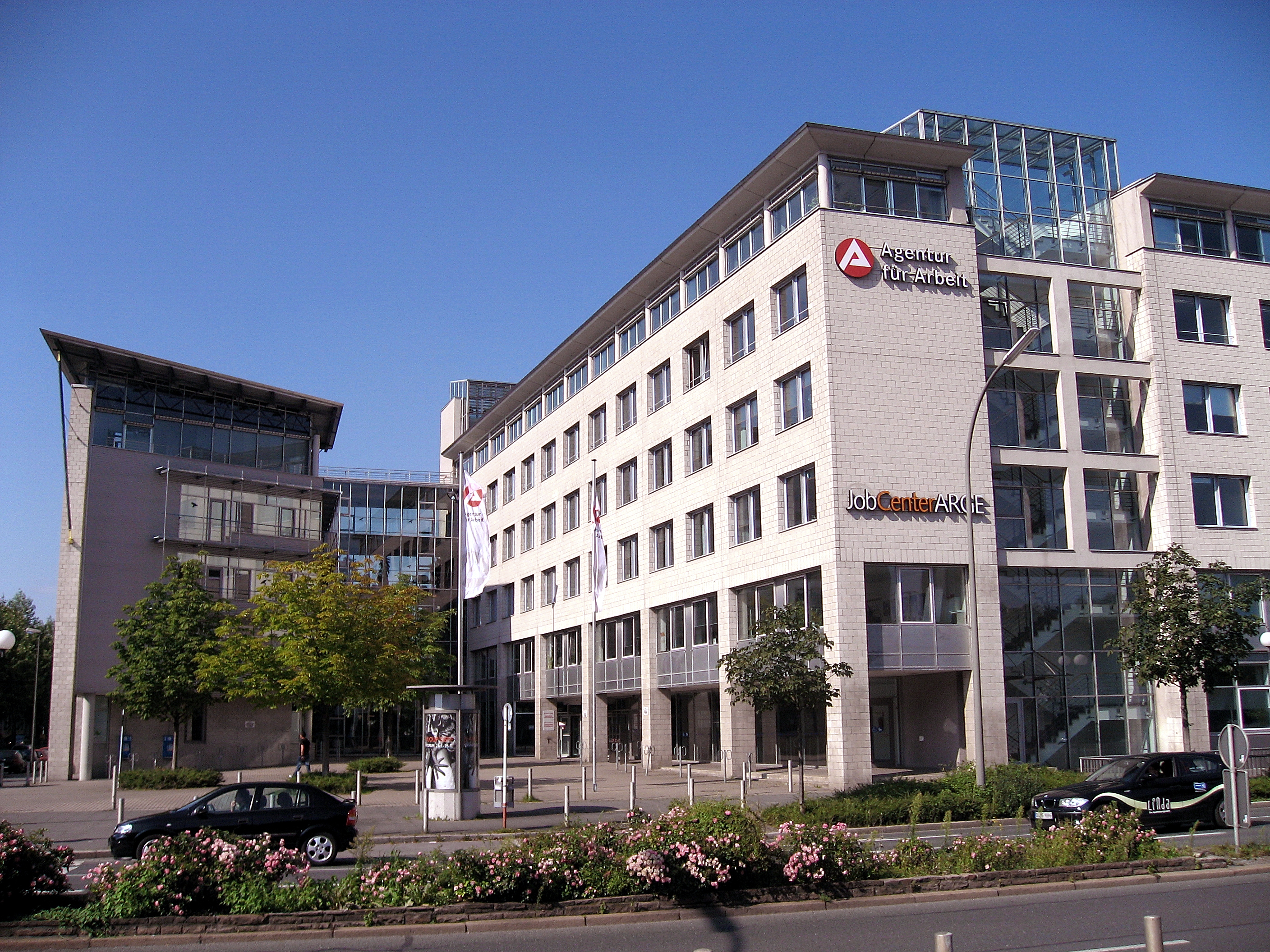
Agentur für Arbeit in Dortmund

Die 150 Agenturen für Arbeit (früher: „Arbeitsamt“) stellen mit ca. 600 Geschäftsstellen und 300 Jobcentern die örtliche Erreichbarkeit für Kunden sicher und setzen die Aufgaben der BA um. Um der besonderen Aufgabe der Förderung der Berufsausbildung, der beruflichen Weiterbildung sowie der beruflichen Eingliederung von Menschen mit Behinderung gerecht zu werden, ist in allen Arbeitsagenturen ein sogenanntes Berufsinformationszentrum (BiZ) mit Informationen zur Berufs- und Studienwahl, Stellen- und Ausbildungsplatzsuche sowie zum Thema Weiterbildung eingerichtet.

##### Verwaltungsausschuss
Bei jeder Agentur für Arbeit besteht ein Verwaltungsausschuss: Der Verwaltungsausschuss überwacht und berät die Agentur für Arbeit bei der Erfüllung ihrer Aufgaben (§ 374 Verwaltungsausschüsse SGB III). Vor Ort werden Arbeitsmarktprogramm und Planungen mit der Agenturleitung abgestimmt. So können arbeitsmarktpolitische Maßnahmen und Initiativen zur Stärkung der Region vereinbart und wertvolle Beiträge zur Gestaltung der Arbeitsmärkte vor Ort geleistet werden. Ist der Verwaltungsausschuss der Auffassung, dass die Geschäftsführung ihre Pflichten verletzt hat, kann er die Angelegenheit dem Verwaltungsrat vortragen. Die Zahl der Mitglieder der Verwaltungsausschüsse setzt der Verwaltungsrat fest; die Mitgliederzahl darf höchstens 15 betragen. Der Verwaltungsausschuss ist wie der Verwaltungsrat je zu einem Drittel mit Vertreterinnen und Vertretern aus den drei Gruppen der Arbeitnehmer, der Arbeitgeber und der öffentlichen Körperschaften besetzt. Je Gruppe werden vier Mitglieder und zwei stellvertretende Mitglieder durch den Verwaltungsrat der BA berufen.

#### Besondere Dienststellen
Daneben werden einige Aufgaben durch sogenannte „besondere Dienststellen“ wahrgenommen, das sind:
- Institut für Arbeitsmarkt- und Berufsforschung (IAB)
- Führungsakademie der Bundesagentur für Arbeit (FBA)
- IT-Systemhaus der Bundesagentur für Arbeit (ITSYS)
- BA-Service-Haus (BA-SH)
- Zentrale Auslands- und Fachvermittlung (ZAV)
- Familienkasse (FamKa)
- Hochschule der Bundesagentur für Arbeit (HdBA)

### Mitglieder der obersten Leitung
Die Selbstverwaltung der Bundesagentur für Arbeit wird ernannt und nicht in Sozialwahlen bestimmt. Darin unterscheidet sie sich von den anderen Sozialversicherungsträgern in Deutschland.

#### Präsidenten 1952 bis 2002

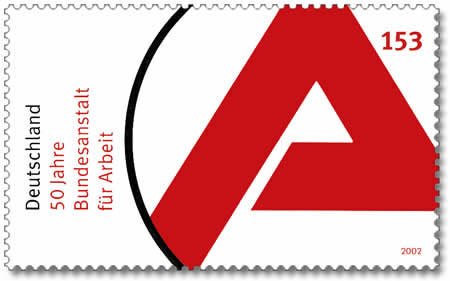
50 Jahre Bundesanstalt für Arbeit, Deutsche Briefmarke 2002

An der Spitze der Bundesanstalt für Arbeit (1951–1969 Bundesanstalt für Arbeitsvermittlung und Arbeitslosenversicherung) stand von 1952 bis 2002 ein Präsident. Folgende Personen hatten dieses Amt inne:
- 1952–1957: Julius Scheuble
- 1957–1968: Anton Sabel
- 1968–1984: Josef Stingl
- 1984–1993: Heinrich Franke
- 1993–2002: Bernhard Jagoda

Bekannte Vizepräsidenten:
- 1968–1975: Walter Henkelmann
- 1975–1984: Helmut Minta
- 1984–1990: Ursula Engelen-Kefer
- 1990–1998: Klaus Leven
- 1998–2000: Otto Semmler
- 2001–2002: Heinrich Alt

#### Vorstände ab 2002
Nach den Reformen der BA im Jahr 2002 wurde der Präsident durch einen dreiköpfigen Vorstand ersetzt, dessen Mitglieder aufgrund ihrer Vorstandstätigkeit keinen Beamtenstatus mehr innehaben, sondern als Manager gelten und deswegen auch deutlich höhere Gehälter als die bisherigen Präsidenten beziehen. Die im jährlich erscheinenden Geschäftsbericht genannten Bezüge des gesamten Vorstandes lagen zuletzt (2020) bei 809.000 Euro.
Die Mitglieder des Vorstands werden für jeweils fünf Jahre auf Vorschlag des Verwaltungsrats von der Bundesregierung benannt und vom Bundespräsidenten ernannt (§ 382 SGB III).
Die Vorstände setzten sich bisher personell wie folgt zusammen:
2002–2004
- Vorstandsvorsitzender: Florian Gerster
- Finanzen: Frank-Jürgen Weise
- Operative Aufgaben: Heinrich Alt

2004–2006
- Vorstandsvorsitzender: Frank-Jürgen Weise
- Finanzen: Raimund Becker
- Operative Aufgaben: Heinrich Alt

2006–2012
- Vorstandsvorsitzender: Frank-Jürgen Weise
- Vorstand SGB III: Raimund Becker
- Vorstand SGB II: Heinrich Alt

April 2012–2014
- Vorstandsvorsitzender: Frank-Jürgen Weise
- Vorstand SGB III: Raimund Becker
- Vorstand SGB II: Heinrich Alt

Juni 2014–2015
- Vorstandsvorsitzender: Frank-Jürgen Weise
- Vorstand Regionen: Raimund Becker
- Vorstand Arbeitsmarkt: Heinrich Alt
- Generalbevollmächtigter IT / Prozessmanagement: Klaus Vitt

Oktober 2015–März 2017
- Vorstandsvorsitzender (VV): Frank-Jürgen Weise
- Vorstand Regionen (VR): Raimund Becker
- Vorstand Arbeitsmarkt (VA): Detlef Scheele
- Generalbevollmächtigter / Geschäftsführer Informationstechnologie und Digitale Prozesse (ITDP): Markus Schmitz (seit November 2016)[28]

Der Verwaltungsrat der BA entschied sich am 3. Juli 2015 in einer außerordentlichen Sitzung in geheimer Wahl für Senator Detlef Scheele als Vorstand Arbeitsmarkt der BA. Diese Wahl bedurfte der Zustimmung durch die Bundesregierung. Er folgte zum 15. Oktober 2015 auf Heinrich Alt, der zum 30. Juni 2015 in den Ruhestand ging.
April 2017–Februar 2019
- Vorstandsvorsitzender (VV): Detlef Scheele
- Vorstand Ressourcen (VRS): Valerie Holsboer
- Vorstand Regionen (VR): Raimund Becker
- Generalbevollmächtigter / Geschäftsführer Informationstechnologie und digitale Prozesse (ITDP): Markus Schmitz

Am 7. Oktober 2016 beschloss der Verwaltungsrat der Bundesagentur, Detlef Scheele als Nachfolger für Frank-Jürgen Weise im Amt des Vorsitzenden des Vorstands vorzuschlagen. Nach der Zustimmung der Bundesregierung trat er das Amt am 1. April 2017 an. Frank-Jürgen Weise trat wegen Erreichens der Altersgrenze Ende März 2017 ab. Als neues Vorstandsmitglied rückte Valerie Holsboer in den Vorstand der Bundesagentur auf.
März 2019–September 2019
- Vorstandsvorsitzender (VV): Detlef Scheele
- Vorstand Ressourcen (VRS): Valerie Holsboer
- Vorstand Regionen (VR): Daniel Terzenbach
- Generalbevollmächtigter / Geschäftsführer Informationstechnologie und digitale Prozesse (ITDP): Markus Schmitz

September 2019-April 2022
- Vorstandsvorsitzender (VV): Detlef Scheele[34]
- Vorstand Ressourcen (VRS): Christiane Schönefeld
- Vorstand Regionen (VR): Daniel Terzenbach
- Generalbevollmächtigter / Geschäftsführer Informationstechnologie und digitale Prozesse (ITDP): Markus Schmitz

Mai 2022-Juli 2022
- Vorstandsvorsitzender (VV): Detlef Scheele
- Vorstand Ressourcen (VRS): Christiane Schönefeld
- Vorstand Regionen (VR): Daniel Terzenbach
- Vorstand Leistungen und Internationales (VLI): Vanessa Ahuja[35]
- Generalbevollmächtigter / Geschäftsführer Informationstechnologie und digitale Prozesse (ITDP): Markus Schmitz

August 2022-September 2022
- Vorstandsvorsitzende (VV): Andrea Nahles[36]
- Vorstand Ressourcen (VRS): Christiane Schönefeld
- Vorstand Regionen (VR): Daniel Terzenbach
- Vorstand Leistungen und Internationales (VLI): Vanessa Ahuja
- Generalbevollmächtigter / Geschäftsführer Informationstechnologie und digitale Prozesse (ITDP): Markus Schmitz

Oktober 2022-Januar 2024
- Vorstandsvorsitzende (VV): Andrea Nahles
- Vorstand Ressourcen (VRS): Katrin Krömer
- Vorstand Regionen (VR): Daniel Terzenbach
- Vorstand Leistungen und Internationales (VLI): Vanessa Ahuja
- Generalbevollmächtigter / Geschäftsführer Informationstechnologie und digitale Prozesse (ITDP): Markus Schmitz

Seit Februar 2024
- Vorstandsvorsitzende (VV): Andrea Nahles
- Vorstand Ressourcen (VRS): Katrin Krömer
- Vorstand Regionen (VR): Daniel Terzenbach
- Vorstand Leistungen und Internationales (VLI): Vanessa Ahuja
- Generalbevollmächtigter / Geschäftsführer Informationstechnologie und digitale Prozesse (ITDP): Stefan Latuski[37]

## Finanzierung
Finanziert wird die BA vor allem durch die Beiträge der Arbeitnehmer und Arbeitgeber zur Arbeitslosenversicherung. Aus den Beiträgen werden die Kernaufgaben und die Versicherungsleistungen (wie zum Beispiel Arbeitsvermittlung, Arbeitsberatung oder Arbeitslosengeld) getragen. Bis 2012 erhielt die BA abweichend davon jährlich einen Betrag aus den Umsatzsteuereinnahmen des Bundes, zuletzt im Jahr 2012 in Höhe von 7,238 Milliarden Euro. Diese Finanzierungsbeteiligung war zum 1. Januar 2007 im Zuge der Beitragssenkung von 6,5 auf 4,5 Prozent eingeführt worden (§ 363 Abs. 1 SGB III a. F.), wurde aber durch Artikel 2 des Haushaltsbegleitgesetzes 2013 zum 1. Januar 2013 wieder aufgehoben.
Während die Bundesagentur 2010 noch einen Verlust in Höhe von 8,14 Mrd. Euro auswies, erzielte sie im Haushaltsjahr 2011 einen leichten Überschuss von 39,91 Mio. Euro. Für das Jahr 2012 erwartete die Arbeitsagentur einen Überschuss von 2,1 Mrd. Euro. Für das Jahr 2013 erwartete die BA einen Überschuss von 60 Millionen Euro. Für das Jahr 2014 betrug der Überschuss 978,4 Millionen Euro.
Der Bund genehmigt den Haushalt der BA und erstattet aufgrund des § 363 SGB III der BA jene Kosten, welche aus den zusätzlich übertragenen Aufgaben (wie zum Beispiel Kindergeld oder Arbeitslosengeld II) entstehen.
Nach § 364 SGB III ist der Bund verpflichtet, die zur Aufrechterhaltung einer ordnungsgemäßen Kassenwirtschaft erforderlichen Liquiditätshilfen als zinslose Darlehen zu leisten, wenn die Mittel der BA nicht zur Erfüllung ihrer Zahlungsverpflichtungen ausreichen. Diese Darlehen sind zurückzuzahlen, sobald und soweit die Einnahmen eines Monats die Ausgaben übersteigen und dieser Überschuss voraussichtlich im nächsten Monat des laufenden Haushaltsjahres nicht zur Deckung der Ausgaben benötigt wird. Können Darlehen des Bundes zum Schluss des Haushaltsjahres aus den Einnahmen und der Rücklage der BA nicht zurückgezahlt werden, so wird aus den die Rücklage übersteigenden Darlehen ein Zuschuss.

### Haushaltsentwicklung
| Jahr | Haushalt in Mrd. EUR | Beitragssatz in Prozent |
| ---- | -------------------- | ----------------------- |
| 1998 | 50,54                | 6,5                     |
| 1999 | 51,69                | 6,5                     |
| 2000 | 50,47                | 6,5                     |
| 2001 | 52,61                | 6,5                     |
| 2002 | 56,51                | 6,5                     |
| 2003 | 56,85                | 6,5                     |
| 2004 | 54,49                | 6,5                     |
| 2005 | 53,09                | 6,5                     |
| 2006 | 50,26                | 6,5                     |
| 2007 | 43,68                | 4,2                     |
| 2008 | 43,12                | 3,3                     |
| 2009 | 45,60                | 2,8                     |
| 2010 | 54,08                | 2,8                     |
| 2011 | 42,0                 | 3,0                     |
| 2012 | 37,2                 | 3,0                     |
| 2013 | 33,7                 | 3,0                     |
| 2014 | 33,3                 | 3,0                     |
| 2015 | 34,7                 | 3,0                     |
| 2016 | 34,6                 | 3,0                     |
| 2017 | 35,9                 | 3,0                     |
| 2018 | 36,4                 | 3,0                     |
| 2019 | 34,5                 | 2,5                     |
| 2020 | 36,6                 | 2,4                     |
| 2021 | 45,6                 | 2,4                     |
| 2022 | 38,2                 | 2,4                     |
| 2023 | 41,0                 | 2,6                     |
| 2024 | 42,8                 | 2,6                     |
| 2025 | 47,8                 | 2,6                     |

## Reform der Arbeitsverwaltung

### Interne Reformprojekte
Bereits 1997 begann die BA mit verschiedenen Reformprojekten, welche auch heute noch parallel zu den gesetzlichen Reformvorhaben laufen und eng mit diesen abgestimmt wurden und werden, da einige Reformen nicht ohne Gesetzesänderungen möglich sind.
- Interne strukturelle Reformen:
  - Bessere Kundenorientierung durch Abschaffung der Trennung von Leistungsgewährung und Arbeitsvermittlung (Service aus einer Hand), das Projekt „Arbeitsamt 2000“ wurde in der Einführungsphase als nicht praxisgerecht abgebrochen
  - Einführung des „Arbeitgeber-Service“ und damit Trennung der Kundenbetreuung von Arbeitgebern und Arbeitnehmern.
  - Beschleunigung der Leistungsgewährung durch Dezentralisierung
  - Steigerung der Effizienz durch:
    - Abflachen der internen Hierarchien
    - Teamorientierte Organisation
    - Ausgliederung des Immobilienmanagements in eine externe GmbH
    - Ausgliederung/Zusammenfassung einzelner Abteilungen der Hauptstelle und des Zentralamtes in das „BA-Service-Haus“
    - Einführung der Kosten- und Leistungsrechnung
    - Modernisierung der IT-Infrastruktur durch Ausgliederung der IT aus dem Zentralamt und der Hauptstelle als „BA-IT-Systemhaus“

  - Reduzierung redundanter Datenbestände durch Zentralisierung der Datenhaltung
  - Einführung des „virtuellen Arbeitsmarktes“ (VAM)
    - Vereinfachter Zugang auf Stellenangebote und Bewerberangebote für Arbeitgeber und Arbeitnehmer[45]
    - Bessere Integration privater Stellenbörsen.

  - Verbesserung der Service-Qualität durch Einführung eines Kunden-Reaktions-Managements.
  - Einführung der telefonisch erreichbaren „Service Center“ (Call-Center), um es Vermittlungsfachkräften zu ermöglichen, sich mit terminiertem Zugang besser auf die Kundenbetreuung zu konzentrieren.
  - Einführung der SAP Business Suite (Vollanbindung ab 1. Januar 2011)
  - Einführung der elektronischen Akte (eAkte)

### Reform der BA durch Gesetz
Die im Jahre 2002 von der Bundesregierung eingesetzte Hartz-Kommission stellte zahlreiche Konzepte zur Modernisierung der Dienstleistungen auf dem Arbeitsmarkt vor. Das erste und zweite Gesetz zur Modernisierung der Dienstleistungen auf dem Arbeitsmarkt beschäftigten sich mit der Stärkung der Eigenverantwortung der Arbeitslosen. Durch Unterstützung der privaten Arbeitsvermittler und Verschärfung der Bedingungen, unter denen Lohnersatzleistungen durch die BA gezahlt werden, sollte das soziale Sicherungssystem entlastet werden. Da private Arbeitsvermittler ausschließlich auf Honorarbasis arbeiten, konnte auf diese Art eine zusätzliche Hilfe am Arbeitsmarkt etabliert werden. Die Vergütung der privaten Arbeitsvermittler wird unter bestimmten Voraussetzungen von der BA durch Vermittlungsgutscheine übernommen.
Das seit dem 1. Januar 2004 in Kraft getretene „Dritte Gesetz für moderne Dienstleistungen am Arbeitsmarkt“ (Hartz III) brachte einige strukturelle Änderungen innerhalb der BA, welche sie von einer konventionellen Behörde in eine effektive und kundenorientierte Agentur umbauen soll.
- Inhalte des Hartz-III-Gesetzes, die die Struktur der BA betreffen:
  - Umbenennung der BA in „Bundesagentur für Arbeit“
  - Umbenennung der Dienststellen in „Zentrale“, „Regionaldirektionen“ und „Agenturen für Arbeit“
  - Selbstverwaltung:
    - Auflösung der Verwaltungsausschüsse der Regionaldirektionen
    - Selbstverwaltungsorgane blieben nur in der Zentrale (Verwaltungsrat) und in den Agenturen für Arbeit (Verwaltungsausschüsse) bestehen.
    - Die Selbstverwaltungsorgane können sich per Satzung[46] einen Zustimmungsvorbehalt zu bestimmten Entscheidungen der Geschäftsführung einräumen.

- Haushalt der BA:
  - Die Verwaltungsausschüsse der Agenturen für Arbeit dürfen keine Vorschläge mehr zum Haushalt der BA machen, dieser wird vom Vorstand in eigener Verantwortung erstellt.
  - Ausgabereste, die von einer Agentur für Arbeit erwirtschaftet werden, kommen im kommenden Jahr dieser Agentur wieder zugute.
  - Haushaltsausgleiche zwischen den Agenturen für Arbeit sind nicht mehr möglich.

- Kontraktmanagement:
  - Ersetzung des bisherigen Weisungsverhältnisses zwischen Bundesregierung und BA durch eines nach der Prinzipal-Agent-Theorie.
  - Steuerung erfolgt über Zielvereinbarungen und nicht mehr durch Weisungen.
  - Dasselbe Steuerungsmodell soll auf allen Ebenen der BA konsequent eingesetzt werden.

- Die BA darf sich für die Erhebung und Verarbeitung der Sozialdaten eines nicht-öffentlichen Dritten bedienen (zum Beispiel Call-Center).
- Die Vorprüfungsämter der BA werden mit dem 1. Januar 2004 aufgelöst.

- Bekämpfung der illegalen Beschäftigung:
  - Die Bekämpfung Schwarzarbeit durch Prüfungen vor Ort wird von der Zollverwaltung übernommen.
  - Die Verfolgung von Leistungsmissbrauch, der keine Außenprüfungen erfordert, obliegt weiterhin der BA.

Des Weiteren enthält das „Dritte Gesetz für moderne Dienstleistungen am Arbeitsmarkt“ eine Reihe von rechtlichen Vereinfachungen im SGB III, durch welche unter anderem eine Beschleunigung und Vereinfachung des Verwaltungsverfahrens erwartet wird.

## Kritik an der Bundesagentur für Arbeit
Bereits nach der Affäre um angeblich gefälschte Vermittlungsstatistiken war der Ruf nach Abschaffung der Bundesanstalt für Arbeit laut geworden. Auch nach der Entlassung des Vorstandsvorsitzenden, Florian Gerster, erhoben einige FDP-Politiker wie z. B. Guido Westerwelle, Dirk Niebel die Forderung, die Bundesanstalt für Arbeit aufzulösen.
Im Wesentlichen ging es dabei um die Frage, ob eine zentrale (wie die Bundesagentur für Arbeit) oder eine dezentrale (wie kommunale Träger) Organisationsstruktur besser geeignet sei, um auf die Erfordernisse des Arbeitsmarktes zu reagieren. Zum Teil wurde auch die völlige Privatisierung des Vermittlungsbetriebes gefordert. Diese Option hatte aber durch die geringen Vermittlungserfolge privater Träger zunächst einen Dämpfer erhalten.
Auch unter dem neuen Namen Arbeitsagentur und der laufenden Reform im Jahre 2004 stand die Vermittlungsquote in der Kritik; die Zahlen der von der Bundesagentur erfolgreich vermittelten Bewerber waren sogar rückläufig. Als dies bekannt wurde, stellte Peter Clever, der Vertreter der Arbeitgeber im Aufsichtsrat, öffentlich die große Bedeutung erfolgreicher Vermittlung Arbeitsloser für die Existenzberechtigung der BA heraus und bezeichnete die noch immer zu schlechte Vermittlungsleistung als die Achillesferse der BA, woraufhin er von Wirtschaftsminister Wolfgang Clement indirekt und später auch direkt zum Rücktritt aufgefordert wurde. Die BA kann selbst keine Arbeitsplätze schaffen, wohl aber den Vermittlungsprozess am Arbeitsmarkt beschleunigen und passgenauer organisieren.
Weiterhin wird diskutiert, ob durch eine Regionalisierung bzw. eine Übernahme der Aufgaben durch die Kommunen nicht eine höhere Schlagkraft entwickelt werden könnte.
Auch die Tatsache, dass ein direkter Kontakt zwischen Arbeitgebern und Sachbearbeitern aus der Betreuung der Arbeitssuchenden grundsätzlich nicht möglich ist, erschwert eine Vermittlung nachhaltig. Oft würde nämlich der persönliche Eindruck von der Lernbereitschaft und dem Engagement der Arbeitssuchenden einen Arbeitgeber überzeugen, ihm auch bei mangelnder fachlicher Qualifikation eine Chance zu geben bzw. eigenständig fortzubilden. Dies ist aber ausdrücklich nicht vorgesehen und kann nur auf dem informellen Wege erfolgen.
2004 wurde die Bundesagentur für Arbeit bei der Verleihung des Datenschutz-Negativpreises Big Brother Awards in der Kategorie Behörden und Verwaltung ausgezeichnet

„wegen a) der inquisitorischen Fragebögen zu ALG2, b) der Unwilligkeit, die Fragebögen vor 2005 datenschutzgerecht zu überarbeiten, sowie c) der vermuteten Zugriffsmöglichkeit auf die Daten der Arbeitssuchenden ("Kunden" ist ein Euphemismus) von sämtlichen Arbeitsagenturen.“

Das Fernsehmagazin Monitor kritisierte 2009, eine steigende Anzahl von Arbeitssuchenden werde nach einem schriftlichen Testverfahren als „dauerhaft geistig behindert“ eingestuft, um dann an eine Werkstatt für behinderte Menschen vermittelt zu werden. Sie fallen somit aus der Arbeitslosenstatistik, zudem wird die Bundesagentur finanziell entlastet. Eine fachärztliche Untersuchung zur Feststellung der geistigen Behinderung finde nicht statt. Die Zahl der jährlich auf Behindertenwerkstätten verwiesenen Arbeitssuchenden stieg von 22.678 im Jahr 2004 auf 27.350 im Jahr 2008. Weiter kritisierte Monitor 2013 eine unzureichende Prüfung von Unternehmen der Arbeitnehmerüberlassung. Auf 18.500 Leiharbeitsfirmen kämen 55 Prüfer der Bundesagentur für Arbeit. Sanktionen oder Auflagen würden nicht erteilt, auch nicht bei mehrfachen Verstößen.
Inge Hannemann, eine ehemalige Politikerin und frühere Mitarbeiterin des Jobcenters Hamburg, kritisierte den Umgang mit Arbeitslosen. So würden neben Sanktionen auf Versäumnisse der Leistungsbezieher auch Sanktionsquoten je Mitarbeiter im Jobcenter durchgesetzt werden. Sie ist Fürsprecherin eines bedingungslosen Grundeinkommens.
Die BA war 2009 mit 108.781 Bediensteten einer der größten Arbeitgeber in Deutschland. Ähnlich viele Mitarbeiter haben BASF (113.292 Stand 31. Dezember 2014) und BMW (116.324 Stand 31. Dezember 2014).
Der Forschungsbericht 4/2016 des der Agentur zugehörigen Instituts für Arbeitsmarkt- und Berufsforschung (IAB) kommt zu dem Ergebnis, dass in Deutschland die meisten Arbeitsstellen über persönliche Kontakte vermittelt werden.
Die Einrichtungen der Bundesagentur für Arbeit (Agenturen für Arbeit und Jobcenter) erlassen seit mindestens 1994 bundesweit Meldeaufforderungen, die die Begründungsanforderungen an Ermessensverwaltungsakte nicht erfüllen. Sie sind bloß mit universell einsetzbaren Leerformeln wie „Ich möchte mit Ihnen über Ihre berufliche Situation sprechen“ und „Bewerberangebot“ sowie auch „Leistungsangelegenheiten“ begründet. Diese Meldeaufforderungen sind somit der herrschenden Rechtslehre gemäß rechtswidrig, genauso wie die auf diesen Meldeaufforderungen mit Leerformelbegründung gründenden Sanktionen wegen Meldeversäumnis. (Zwischen 2007 und 2019 wurden über elf Millionen Sanktionen wegen Meldeversäumnis verhängt.) Das Bundessozialgericht hat die Passepartout-Leerformeln allerdings in vier Entscheidungen zwischen 2010 und 2015 für fallbezogene Begründungen gehalten und auf dieser Grundlage judiziert, dass die Leerformelbegründungen pflichtgemäß ausgeübtes Ermessen dokumentierten und die Meldeaufforderungen sowie die streitgegenständlichen Sanktionen wegen Meldeversäumnis, die auf der Grundlage der Meldeaufforderungen verhängt wurden, grundsätzlich rechtmäßig seien. Bis heute begründen die Agenturen für Arbeit und Jobcenter Meldeaufforderungen standardmäßig mit universell einsetzbaren Leerformeln, so dass diese Meldeaufforderungen als rechtswidrig festgestellt werden müssen.
Indem das Bundessozialgericht judiziert hat, dass Meldeaufforderungen (Ermessensverwaltungsakte) mit den Standard-Leerformelbegründungen „Gespräch zur beruflichen Situation“ und „Bewerberangebot“ rechtmäßig seien, hat das Bundessozialgericht sowohl eine Binnen- als auch eine Außendivergenz – zu seiner eigenen Rechtsprechung zu den Begründungsanforderungen an Ermessensverwaltungsakte (Binnendivergenz) und zur Rechtsprechung anderer Bundesgerichte (Außendivergenz) – hergestellt.

## Manipulation der Vermittlungsstatistik
Laut einem Prüfbericht des Bundesrechnungshofs von 2013 konzentrierten sich die Agenturen für Arbeit damals auf die Kunden, welche leicht zu vermitteln waren.
Um die internen Vermittlungsziele zu erreichen, wurden von einigen Arbeitsvermittlern Lehrlinge, die ohnehin von ihrer Firma übernommen werden sollten, als erfolgreich vermittelt gezählt.
Der Vorstand der Bundesagentur ergriff hierzu Gegenmaßnahmen.

## Datenhandel durch Kriminelle bei der Jobbörse
Ungeachtet der 2018 in Kraft getretenen Datenschutz-Grundverordnung (DSGVO) hat die Bundesagentur ihr Portal nicht ausreichend für Missbrauch und nur zum Anschein ausgeschriebene Stellenanzeigen geschützt. So wurden aufgegebene Anzeigen nicht auf Plausibilität geprüft, und Datenhändler konnten sich unbemerkt als private Arbeitsvermittler ausgeben. Ein Datenhändler aus Berlin hat 2019 den verdeckten Reportern des SWR vollständige Bewerbungsmappen angeboten, das Stück für drei Euro. Die betroffenen Jobsuchenden waren über die Weitergabe und Verkauf ihrer Daten nicht informiert worden. Nach Recherchen waren die Datenhändler mindestens seit 2009 aktiv. Auf eine Anfrage 2018 glaubte der Bundestag keinen Handlungsbedarf sehen zu können. Dabei konnte zudem eine Zweckentfremdung persönlicher Daten nicht ausgeschlossen werden. Befragte Experten sahen hierin sogar strafrechtlich relevante Tatbestände. Nachdem der SWR recherchiert hatte, zur Probe Daten gekauft und selbst gefälschte Stellenanzeigen zum Zweck der Recherche geschaltet hatte, Stern und Spiegel berichteten, reagierte die Bundesagentur binnen 14 Tagen und löschte die von einem knappen Dutzend Unternehmen zum Schein angebotenen 32.000 Stellen. Wegen Mehrfach-Anzeigen betraf dies insgesamt 120.000 Stellenanzeigen seit 2009. Gemäß dem Grundsatz, für ein Ende der Arbeitslosigkeit zu sorgen, waren zuvor einige Arbeitslose von der Agentur selbst aufgefordert worden, ihre Bewerbungsdaten im Portal einzutragen. Nach dem Skandal hat die BA die Suchfunktion ihrer Jobbörse geändert. Stellenangebote privater Arbeitsvermittler werden nicht mehr automatisch angezeigt, sondern nur dann, wenn der Arbeitsuchende ein entsprechendes Häkchen setzt. Die Umstellung beruht auf dem häufig von Bewerbern geäußerten Wunsch, Stellenangebote von Vermittlern bei der Suche nicht mit anzuzeigen. Private Arbeitsvermittler suchen im Auftrag von Firmen nach Bewerbern und erhalten dafür eine Provision.

## Zwischenfälle
- Am 2. August 2020 wurde auf die Bundesagentur für Arbeit ein Brandanschlag verübt.[64] Nach einigen Ermittlungen wurden als Tatverdächtige zwei Menschen festgenommen, die auch für anonyme Drohschreiben an Politiker, Behörden, Ministerien und Verkehrsverbünde verantwortlich sein sollen.[65]

## Geschichte der Arbeitsverwaltung
Die Behörde nahm unter dem Namen Bundesanstalt für Arbeitsvermittlung und Arbeitslosenversicherung am 1. Mai 1952 in Nürnberg ihre Tätigkeit auf. Grundlage hierfür war das Gesetz zur Errichtung der Bundesanstalt für Arbeitsvermittlung und Arbeitslosenversicherung.